# The Futon Critic
The Futon Critic是一個美國網站，該網站由布萊恩·福特·蘇利文於1997年創立。主要發表廣播節目和黃金時段有线电视節目相關的文章，以及對電視人物的訪談、尼爾森收視率的數據報告。

## 歷史
1997年1月14日，Futon Media執行長布萊恩·福特·蘇利文登記了「The Futon Critic」一網站。該網站自創立以來就常發表和黃金時段節目的評論和對電視人物的訪談。The Futon Critic也會發表新聞稿、節目表和尼爾森收視率的數據報告，這些數據已被《赫芬顿邮报》和TV by the Numbers網站等媒體上的文章所引用。其尼爾森收視率報告也在科羅拉多大學波德分校及天普大學等機構當作資源來使用。

## 外部連結
- 官方网站
- Zone on The Futon Critic